# El Peñón, San Luis Potosí
El Peñón är en ort i Mexiko.   Den ligger i kommunen San Luis Potosí och delstaten San Luis Potosí, i den centrala delen av landet, 300 km nordväst om huvudstaden Mexico City. El Peñón ligger 1 917 meter över havet och antalet invånare är 110.
Terrängen runt El Peñón är kuperad åt sydväst, men åt nordost är den platt. Runt El Peñón är det tätbefolkat, med 550 invånare per kvadratkilometer. Närmaste större samhälle är San Luis Potosí, 12,5 km nordväst om El Peñón. Omgivningarna runt El Peñón är i huvudsak ett öppet busklandskap.